# نورمن گیمبل
نورمن گیمبل (انگلیسی: Norman Gimbel؛ زادهٔ ۱۶ نوامبر ۱۹۲۷) ترانه‌سرای یهودی‌تبار اهل ایالات متحده آمریکا است.
او دانش‌آموختۀ دانشگاه کلمبیا بود و در سال ۱۹۷۹ میلادی، برندهٔ جایزه اسکار بهترین ترانه شد. از فیلم‌هایی که وی در آن‌ها نقش داشته است، می‌توان به نورما ری اشاره نمود.